# Harm Beertema
Harm Jan Beertema (Zaandam, 9 maart 1952) is een voormalig docent Nederlands en politicus. Hij was van 17 juni 2010 tot en met 5 december 2023 namens de Partij voor de Vrijheid (PVV) lid van de Tweede Kamer der Staten-Generaal en trad daar op als onderwijsspecialist. Hij was van 5 augustus tot 5 december 2024 in dienst als interim-voorzitter bij Ongehoord Nederland, nadat de Raad van Toezicht oud-voorzitter Arnold Karskens op non-actief stelde.

## Biografie
Voor zijn Tweede Kamerlidmaatschap was Harm Beertema leraar Nederlands op een mbo-school in Rotterdam-Zuid. Als docent vroeg hij in vele publicaties aandacht voor de tanende kwaliteit van het onderwijs en ageerde tegen "de linkse dominantie" in de onderwijssector. Beertema trok onder andere van leer tegen de sectorraden en de vele nieuwe managers in het onderwijs.
Hij was tussen januari 2008 en zijn installatie als parlementariër bestuurslid met portefeuilles middelbaar beroepsonderwijs en politieke contacten van de vereniging Beter Onderwijs Nederland (BON). Via Leefbaar Rotterdam raakte hij met de komst van Pim Fortuyn politiek gemotiveerd, mede doordat zij beide aangetrokken waren door de SDAP van Willem Drees.
Beertema was van 17 maart tot 15 juli 2011 ook lid van de Provinciale Staten van Zuid-Holland. Hij was voor de verkiezingen van 22 november 2023 niet meer verkiesbaar als Kamerlid. Hij weigerde de zestiende plek op de lijst omdat hij vond dat hij te laag stond. Een dag voor de verkiezingen maakte Beertema op X bekend lid te zijn geworden van de BoerBurgerBeweging (BBB) en op Caroline van der Plas te gaan stemmen. Bij zijn afscheid als lid van de Tweede Kamer werd hij benoemd tot ridder in de Orde van Oranje-Nassau.
Sinds augustus 2024 was Harm Beertema interim-voorzitter van publieke omroep ON! Op 5 december trad hij uit dienst. Hij ontving de maximale ontslagpremie van 75 duizend euro. In vier maanden verdiende hij zo zo'n 128 duizend euro.